# Ruellia sivarajanii
Ruellia sivarajanii är en akantusväxtart som beskrevs av Sreedevi, Remadevi och Binojk.. Ruellia sivarajanii ingår i släktet Ruellia och familjen akantusväxter. Inga underarter finns listade i Catalogue of Life.